# Holograf III
Holograf III este al treilea album al formației Holograf, apărut în anul 1988 la casa de discuri Electrecord. Conține șapte piese înregistrate în studiourile Radio București și la Televiziunea Română. Imprimările au fost realizate în prima parte a lui 1988, între februarie și mai, discul apărând pe piață în luna septembrie. În ultimii ani ai perioadei comuniste, a avut vânzări de peste 200.000 de exemplare, fiind considerat unul dintre cele mai de succes albume românești de rock. La vremea respectivă, piesele discului se aflau printre preferințele redactorilor emisiunilor de radio, astfel că intră în topurile de specialitate și se bucură de o bună mediatizare. O parte din ele sunt interpretate în concerte și astăzi: „Te voi iubi mereu”, „Visul meu din zori”, „În loc de bun rămas” – prima variantă a baladei „Ochii tăi”. Holograf III reprezintă primul produs discografic cu Iulian Vrabete integrat în formație. Acesta l-a înlocuit în ianuarie 1987 pe Marty Popescu (plecat în Germania) și, pe lângă partitura de chitară bas, contribuie la grafica albumului.

## Lista pieselor
1. Visul meu din zori
2. Cine știe unde
3. Speranța din sufletul meu
4. Pași spre viitor
5. Avem o singură lume
6. Te voi iubi mereu
7. În loc de bun rămas

Muzică și versuri: Holograf

## Personal
- Dan Bittman – solist vocal
- Nuțu Olteanu – chitară solo, voce
- Iulian Vrabete – chitară bas, voce
- Tino Furtună – claviaturi
- Edi Petroșel – baterie

Înregistrări muzicale efectuate în studiourile Radio/TVR, București, februarie–mai 1988. Maestru de sunet: Paul Enigărescu. Redactor muzical: Romeo Vanica. Transpunere: Ion Frățilă. Fotografie: Dan Atănăsoaie. Grafică: Iulian Vrabete. Echipa tehnică: Costel Ionescu, Cristi Nemuc, Relu Brotan, Florin Hinodache.
Varianta editată pe casetă audio conține trei piese suplimentare: „Luminile rampei”, „Pacea nu-i un simplu joc” și „Lumea de vis” – toate reluate de pe albumul Holograf 2 (1987). Grafică pentru ediția pe casetă audio: Dana Schobel Roman.

## Piese aflate în topuri
Topul Săptămîna:
- „Speranța din sufletul meu” (cu numele „Speranța din inima mea”, perioada 3 aprilie–25 iunie 1987): #1
- „Cine știe unde” (cu numele „Cine știe oare”, perioada 10 iulie–10 septembrie 1987): #1
- „Visul meu din zori” (perioada 9 octombrie–3 decembrie 1987): #1
- „Avem o singură lume” (perioada 11 decembrie 1987–3 martie 1988): #1
- „În loc de bun rămas” (perioada 20 mai–25 august 1988): #1
- „Te voi iubi mereu” (perioada 26 august–10 noiembrie 1988): #1
- „Pași spre viitor” (perioada 23 noiembrie 1988–23 martie 1989): #1

Topul Săptămîna '87:
- „Visul meu din zori” – melodia anului: #1
- „Avem o singură lume” – melodia anului: #2

## Legături externe
- Albumul Holograf III pe YouTube